# Pyrgaki (Ahaia)
Pyrgaki (greacă Πυργάκι) este un oraș în Grecia în prefectura Ahaia.